# François Bigras
Pour les articles homonymes, voir Bigras.
François Bigras (8 septembre 1665 à Saint-Nicolas de La Rochelle en France -  26 juillet 1731 à Montréal au Québec) est l'ancêtre des milliers de familles Bigras du Québec et d'Amérique du Nord. Il a émigré de France vers la Nouvelle-France aux environs de 1682.

## Biographie
François Bigras était le fils de Mathurin Bigrau, portefaix et de Catherine Parenteau.
Le 14 juillet 1682, à l'âge de 16 ans, François Bigras signe devant le notaire Gilles Rageot, un marché d'engagement au service de Louis Moreau, chirurgien du Chasteau Richer de Québec. Il est aussi écrit dans l'acte du notaire, que son oncle Antoine Fauvel a donné son consentement à cet engagement. Louis Moreau l'engage à son service pour trois ans, à raison de sa nourriture, de son logement et de son entretien, moyennant 40 livres (la livre, monnaie ancienne sous le Régime français) de salaire la première année et 50 livres pour chacune des deux autres années.  (Notaire Gilles Rageot, Québec)
Quatre des fils de François : Jacques, François jr, Alexis et Joseph, accompagnèrent leur père aux Outaouais comme voyageurs, pour la traite des fourrures. Le plus grand nombre de leurs descendants s’appelleront Bigras. Certains, cependant, changeront Bigras pour Fauvel ou Bigras dit Fauvel(le), surtout ceux qui passèrent la frontière des États-Unis. 
François est venu en Nouvelle-France après la mort de son père qui survint le 3 mars 1678. Il demeura quelque temps chez son oncle Antoine Fauvel, tonnelier,marchand et bourgeois de la ville de Québec et qui avait marié la sœur de sa mère, Marie Parenteau. Considéré aux yeux des gens comme un membre de la famille Fauvel, le surnom lui est resté par la suite, ainsi qu'à plusieurs de ses descendants.
Le 2 octobre 1684, François se trouve à l’île d'Orléans et le notaire Gilles Rageot de Québec rédige en sa faveur l’acte suivant : « Concession de terre située au fief et seigneurie de Lachenaye par Pierre Duquet de la Chenaye, procureur du Roi et notaire royal en Prévôté de Québec, demeurant en la ville de Québec, à François Bigras de l’île et comté St-Laurent. Il lui est concédé une terre de six arpents de front par quarante arpents de profondeur».
Le 6 novembre 1684, n'ayant pas terminé son contrat d'engagement envers le chirurgien Louis Moreau, François s'engage pour trois ans, envers Madeleine Boudouin et le notaire Séverin Hameau, moyennant 60 livres la première année, 80 livres la seconde année et 110 livres la troisième année. On le considère comme travailleur.
Le 25 août 1685, François signe un contrat de mariage avec Marie Brunet, fille de Mathieu Brunet et de Marie Blanchard, devant le notaire Claude Maugue de Montréal. Marie sa future épouse n'a alors que huit ans, le mariage doit attendre.
Entre-temps le 9 décembre 1685, François, en présence du notaire Ameau, s'engage au service de Joseph Petit de Bruno, marchand des Trois-Rivières, à raison de 12 livres par mois, ainsi que son logement et sa nourriture. Le fait qu'il sait lire et écrire lui donne une bonne chance.
Le 31 août 1693, François Bigras et Marie Brunet se marient enfin à l'église Notre-Dame de Montréal et s'établissent à Lachine.
Le 5 mai 1697, Vente de terre située en l'île de Montréal au lieudit le Coteau St-Pierre; par Jean Dany et Anne Badel, son épouse de l'île de Montréal, à François Bigras de l'île de Montréal. (notaire J.-B. Potier) 
Le 5 mai 1697, François Bigras et Marie Brunet son épouse, signent une constitution de rente annuelle et perpétuelle de trois livres et 3 sols à Pierre Remy, prêtre du Séminaire de St-Sulpice de Montréal et curé de la paroisse des Saints-Anges de Lachine en l'île de Montréal. (notaire J.-B. Potier de Montréal)
Le 22 juin 1701, il y a échange d'une terre située sur le bord du lac St-Louis au lieudit la Grande Ance en retour d'une terre située sur le bord de la rivière St-Pierre entre François Bigras (35 ans) habitant et Marie Brunet son épouse de la côte St-Pierre en l'île de Montréal, et Jean Boisson dit Xaintonge, habitant et Marie Le Gros, son épouse, de l'île de Montréal (Notaire P. Raimbault)
Sur le plan de Montréal de 1702, il est dit que "Bigra" occupe 3 arpents de terre de front, à la Grande Anse, au-dessus de Lachine, entre M. Chartier et Claude Robillard.

## Enfants
- Marie-Louise Bigras est née à Lachine le 28 octobre 1694; mariée à André Franche-Laframboise, à Saint-Joachim, Pointe-Claire le 16 octobre 1713; décédée le 19 juin 1772 à Pointe-Claire. Ils eurent 12 enfants.

- Jacques Bigras est né à Lachine le 14 septembre 1696; marié à Angélique Clément-Larivière, à Saint-Joachim, Pointe-Claire le 13 avril 1722; décédé le 4 février 1751 à Sainte-Anne, Détroit. Ils eurent 13 enfants.

- Françoise Bigras est née à Lachine le 4 mai 1698; mariée à René Aubin, à Saint-Joachim, Pointe-Claire le 15 juin 1716. Ils eurent 10 enfants.

- François Bigras est né le 19 février 1700 à Lachine au Québec et est décédé 16 juin 1781 à Saint-Martin, Laval, au Québec. Il s'est marié une première fois à Marie-Thérèse Devoyau-Laframboise, à Saint Laurent, le 31 juillet 1724, ils eurent 5 enfants, morts en bas âge. Il s'est remarié une deuxième fois, à Marie-Thérèse Bautron-Major, le 31 mai 1734, à Saint-Laurent et ils eurent 13 enfants.

- Marguerite Bigras née le 26 novembre 1701, s'est mariée à René Venet (Verret), le 11 août 1722 à Saint-Joachim, Pointe-Claire. Ils eurent 11 enfants.

- Marie-Angélique Bigras est née le 20 août 1703 à Lachine et s'est mariée à François Calvé le 30 août 1733 à Saint-Joachim, Pointe-Claire. Ils eurent 14 enfants.

- Alexis Bigras né le 27 juin 1705 à Lachine au Québec est décédé le 12 février 1791 à Saint-Joachim, Pointe-Claire. Il s'est marié le 3 février 1728 à Marie-Catherine Prézeau/Chambly, à Saint-Joachim, Pointe-Claire. Un deuxième mariage eut lieu le 13 février 1764 à Marie-Anne Meloche à l'église Sainte-Geneviève, Pierrefonds. Un troisième mariage eut lieu le 26 février 1781 à Marie Benoît à l'église Sainte-Geneviève, Pierrefonds. Alexis n'a pas eu d'enfants mais il a aidé à éduquer les 14 enfants de sa première épouse qui portait le nom de Clément dit Larivière.

- Joseph Bigras est né le 27 mars 1707 à Lachine, s'est marié à Marie-Charlotte Goujon le 10 janvier 1729 à l'église Notre-Dame de Montréal, est décédé en 1791. Ils n'eurent pas d'enfant.

- Judith Bigras est née le 11 février 1709 à Lachine et est décédée le 15 juillet 1755 à Sainte-Geneviève, Pierrefonds. Un premier mariage a eu lieu le 15 février 1729 en l'église Saint-Joachim, Pointe-Claire, à Michel Desmoulins dit Lagiroflée. Un second mariage a eu lieu le 3 novembre 1751, en l'église Saint-Joachimn, Pointe-Claire, à Jean-Baptiste Gauthier. Judith a eu six enfants de son premier mariage.

- Marie-Anne Bigras est née le 12 juillet 1711 à Lachine. Un premier mariage a eu lieu le 4 novembre 1731 en l'église de Saint-Joachim, Pointe-Claire, à Nicolas Briquet-Beque. Elle se remarie le 1er mai 1764 à Étienne Groulx dit St-Marcel. Marie-Anne a eu cinq enfants de son premier mariage.

- Antoine Bigras est né vers 1713, s’est marié à Jeanne Cantureau, le 14 octobre 1734 en l’église de Notre-Dame-de-Québec. Ils eurent deux enfants.

- Geneviève Bigras est née le 29 avril 1714 à Saint-Joachim, Pointe Claire. Un premier mariage a eu lieu le 1er mars 1734, à Jean Bernet-Larose, en l’église de Saint-Joachim, Pointe-Claire. Un second mariage a eu lieu le 7 janvier 1761 en l’église Saint-Laurent, Montréal à Jean Spaure. Ils n’eurent pas d’enfant.